# Tzermiádon
Tzermiádon är en ort i Grekland.   Den ligger i prefekturen Nomós Lasithíou och regionen Kreta, i den sydöstra delen av landet, 300 km sydost om huvudstaden Aten. Tzermiádon ligger 829 meter över havet och antalet invånare är 682.
Terrängen runt Tzermiádon är bergig åt nordost, men åt sydväst är den kuperad. Runt Tzermiádon är det ganska tätbefolkat, med 60 invånare per kvadratkilometer. Närmaste större samhälle är Mália, 9,7 km norr om Tzermiádon. 